# Barret
Pour les articles homonymes, voir Barret (homonymie).
Barret est une commune du Sud-Ouest de la France située dans le département de la Charente, en région Nouvelle-Aquitaine.
Ses habitants sont appelés les Barretois et les Barretoises.

## Géographie

### Localisation
Barret est une commune du sud-ouest de la Charente, limitrophe de la Charente-Maritime, située à 4 km à l'ouest de Barbezieux.
Elle est à 8 km d'Archiac, 24 km de Cognac et 33 km d'Angoulême.
La route principale est la D 731 de Chalais à Cognac, entre Barbezieux et Archiac, qui passe à 500 m du bourg.
La commune est aussi traversée par des routes départementales de moindre importance. La D 38, de Baignes à Lachaise et Saint-Palais-du-Né, traverse la commune du nord au sud et passe au bourg. La D 44, de Barbezieux à Lignières-Sonneville, traverse le nord-est de la commune, et la D 90 la rejoint depuis le bourg.

### Hameaux et lieux-dits
La commune comporte de nombreux hameaux et lieux-dits.
Le bourg proprement dit où est située l'église est relativement petit. Le hameau chez Verdois le juxtaposant accueille la mairie.
Il y a aussi chez Loiseau, chez Gaschet, les Rousses, Font Gareau, les Bruns, chez Guyon, chez Babœuf, le Pas des Tombes, Font Giraud, chez Bourreau, etc.

### Communes limitrophes
| Lachaise                         | Lagarde-sur-le-Né |                          |
| Saint-Eugène (Charente-Maritime) | Barret            | Barbezieux-Saint-Hilaire |
| Guimps                           | Montmérac         |                          |

### Géologie et relief
La commune est occupée par le Campanien (Crétacé supérieur), calcaire crayeux, qui occupe une grande partie du Sud Charente et du Cognaçais et a donné son nom à la Champagne charentaise. Le bourg est adossé à deux collines couvertes d'argiles et galets du Tertiaire,,.
Le point culminant de la commune est à une altitude de 127 m, situé sur la colline au sud-ouest du bourg (borne IGN). Le point le plus bas est à 34 m, situé en limite nord au Pas des Tombes. Le bourg, situé dans un renfoncement de la colline, est à 75 m d'altitude.

### Hydrographie

#### Réseau hydrographique

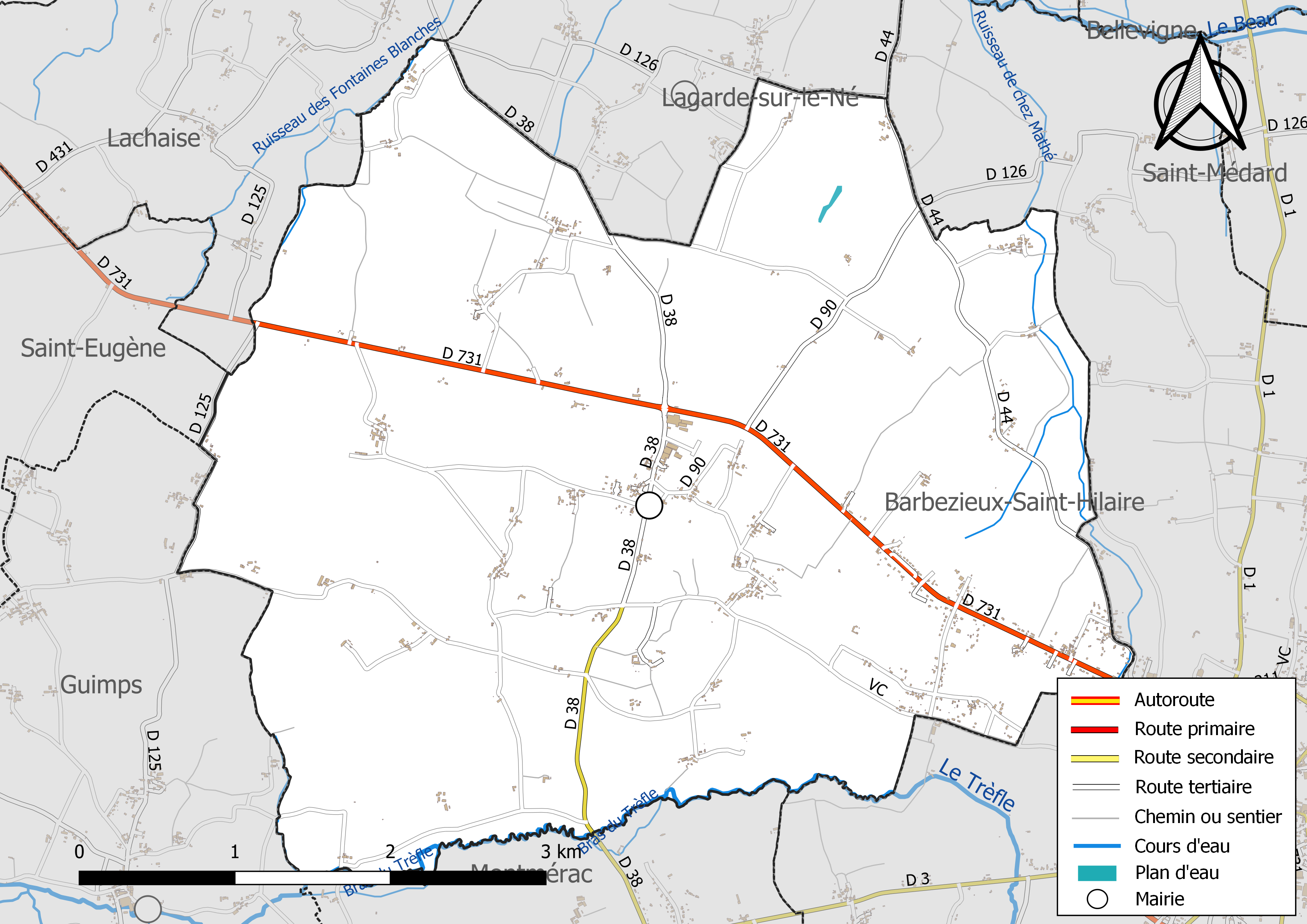
Réseaux hydrographique et routier de Barret.

La commune est située dans  le bassin versant de la Charente au sein  du Bassin Adour-Garonne. Elle est drainée par le Trèfle, le ruisseau de chez Mathé, le ruisseau des Fontaines Blanches et par divers petits cours d'eau, qui constituent un réseau hydrographique de 7 km de longueur totale,.
Le Trèfle coule d'est en ouest et arrose le sud de la commune. D'une longueur totale de 47,3 km, il prend sa source dans la commune de Condéon et se jette  dans la Seugne à Mosnac-Saint-Simeux, après avoir traversé 18 communes.
Deux petits affluents du Né, autre affluent de la Charente qui passe au nord, passent en limite de commune : le ruisseau des Fontaines Blanches à l'ouest, et le ruisseau de chez Mathé à l'est, qui descend de Barbezieux. On trouve aussi quelques petites retenues d'eau et des sources comme la Font Chaude et la Font Mort à l'est, la Fontaine Sainte au sud-ouest.

#### Gestion des cours d'eau
Le territoire communal est couvert par le schéma d'aménagement et de gestion des eaux (SAGE) « Charente ». Ce document de planification, dont le territoire correspond au bassin de la Charente, d'une superficie de 9 300 km2, a été approuvé le 19 novembre 2019. La structure porteuse de l'élaboration et de la mise en œuvre est l'établissement public territorial de bassin Charente. Il définit sur son territoire les objectifs généraux d’utilisation, de mise en valeur et de protection quantitative et qualitative des ressources en eau superficielle et souterraine, en respect des objectifs de qualité définis dans le troisième SDAGE  du Bassin Adour-Garonne qui couvre la période 2022-2027, approuvé le 10 mars 2022.

### Climat
Comme dans les trois quarts sud et ouest du département, le climat est océanique aquitain.

## Urbanisme

### Typologie
Au 1er janvier 2024, Barret est catégorisée commune rurale à habitat dispersé, selon la nouvelle grille communale de densité à 7 niveaux définie par l'Insee en 2022.
Elle est située hors unité urbaine. Par ailleurs la commune fait partie de l'aire d'attraction de Barbezieux-Saint-Hilaire, dont elle est une commune de la couronne,. Cette aire, qui regroupe 25 communes, est catégorisée dans les aires de moins de 50 000 habitants,.

### Occupation des sols
L'occupation des sols de la commune, telle qu'elle ressort de la base de données européenne d’occupation biophysique des sols Corine Land Cover (CLC), est marquée par l'importance des territoires agricoles (94,3 % en 2018), en diminution par rapport à 1990 (96,7 %). La répartition détaillée en 2018 est la suivante : 
terres arables (56,8 %), cultures permanentes (26,7 %), zones agricoles hétérogènes (8,3 %), zones urbanisées (2,8 %), prairies (2,5 %), zones industrielles ou commerciales et réseaux de communication (1,8 %), forêts (1,1 %). L'évolution de l’occupation des sols de la commune et de ses infrastructures peut être observée sur les différentes représentations cartographiques du territoire : la carte de Cassini (XVIIIe siècle), la carte d'état-major (1820-1866) et les cartes ou photos aériennes de l'IGN pour la période actuelle (1950 à aujourd'hui).

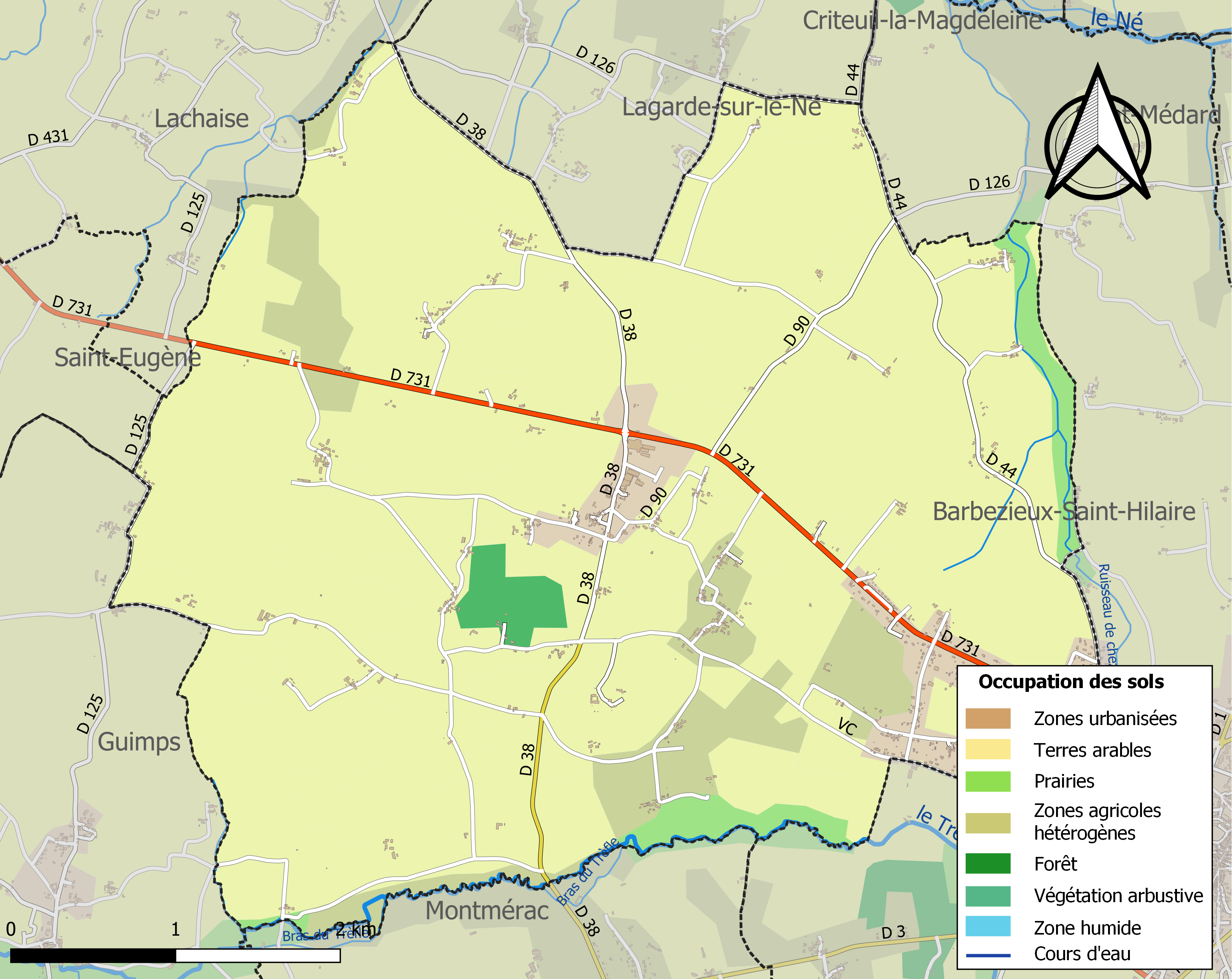
Carte des infrastructures et de l'occupation des sols de la commune en 2018 (CLC).

### Risques majeurs
Le territoire de la commune de Barret est vulnérable à différents aléas naturels : météorologiques (tempête, orage, neige, grand froid, canicule ou sécheresse) et séisme (sismicité faible). Il est également exposé à un risque technologique,  le transport de matières dangereuses. Un site publié par le BRGM permet d'évaluer simplement et rapidement les risques d'un bien localisé soit par son adresse soit par le numéro de sa parcelle.

#### Risques naturels

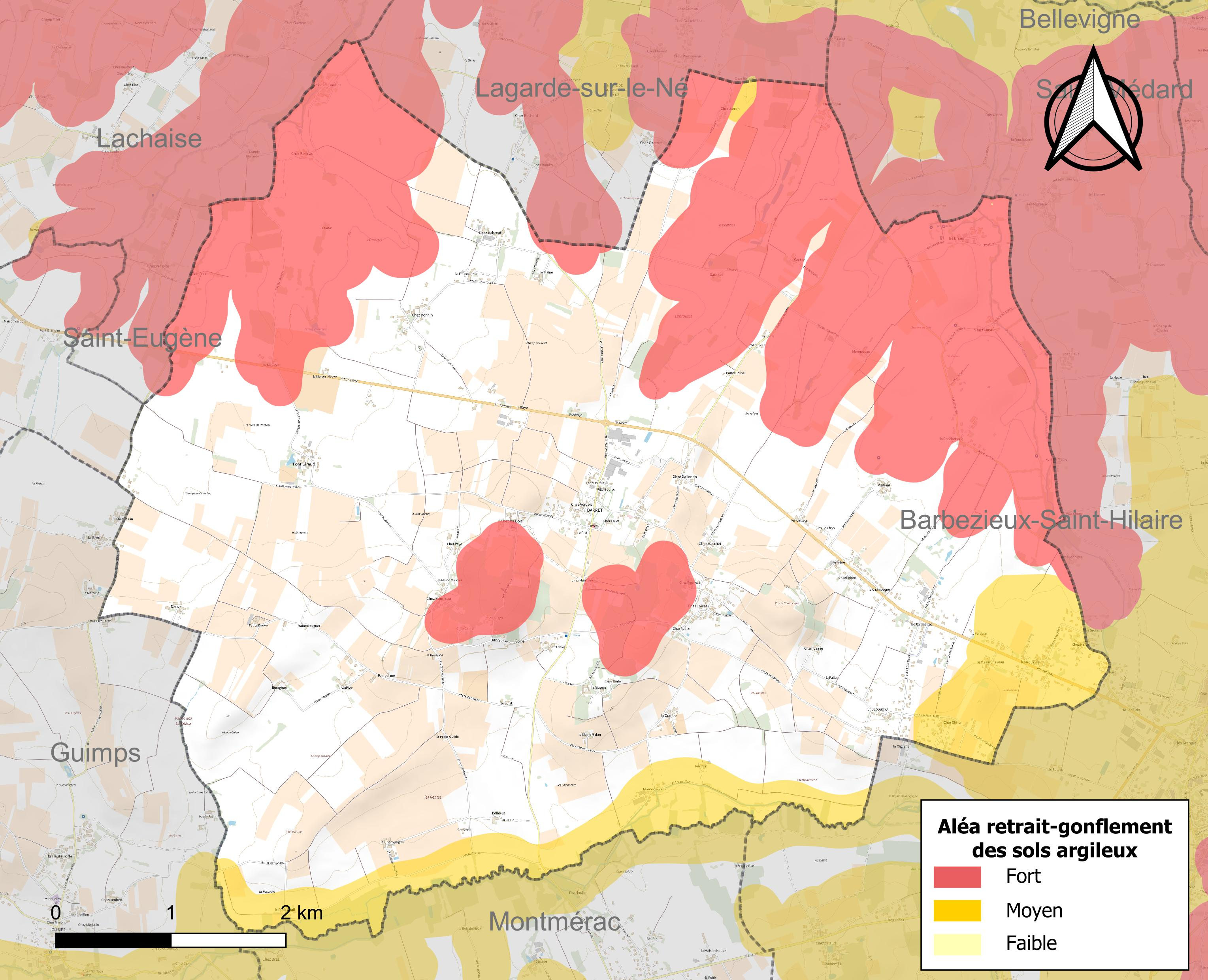
Carte des zones d'aléa retrait-gonflement des sols argileux de Barret.

Le retrait-gonflement des sols argileux est susceptible d'engendrer des dommages importants aux bâtiments en cas d’alternance de périodes de sécheresse et de pluie. 38,1 % de la superficie communale est en aléa moyen ou fort (67,4 % au niveau départemental et 48,5 % au niveau national). Sur les 500 bâtiments dénombrés sur la commune en 2019,  173 sont en aléa moyen ou fort, soit 35 %, à comparer aux 81 % au niveau départemental et 54 % au niveau national. Une cartographie de l'exposition du territoire national au retrait gonflement des sols argileux est disponible sur le site du BRGM,.
Par ailleurs, afin de mieux appréhender le risque d’affaissement de terrain, l'inventaire national des cavités souterraines permet de localiser celles situées sur la commune.
La commune a été reconnue en état de catastrophe naturelle au titre des dommages causés par les inondations et coulées de boue survenues en 1982, 1986, 1987 et 1999. Concernant les mouvements de terrains, la commune a été reconnue en état de catastrophe naturelle au titre des dommages causés par des mouvements de terrain en 1999.

#### Risques technologiques
Le risque de transport de matières dangereuses sur la commune est lié à sa traversée par une ou des infrastructures routières ou ferroviaires importantes ou la présence d'une canalisation de transport d'hydrocarbures. Un accident se produisant sur de telles infrastructures est susceptible d’avoir des effets graves sur les biens, les personnes ou l'environnement, selon la nature du matériau transporté. Des dispositions d’urbanisme peuvent être préconisées en conséquence.

## Toponymie
Le toponyme a peu évolué car une forme ancienne est Barretum en 1239.
Barret peut être un sous-dérivé de *barr-, nom de lieu gaulois qui signifie hauteur, mais Barret n'est pas sur une hauteur.
Le nom de personne Barret peut aussi être l'origine du nom de lieu, car on compte quatre chez Barret en Charente (nom de famille d'origine basque) ; mais les noms de lieux-dits composés avec « chez », fréquents en Charente, datent du XVIe siècle et ne remontent pas avant le XIVe siècle,.

## Histoire
Les registres paroissiaux ne remontent pas au-delà de l'année 1705.
Au début du XXe siècle, Barret était le siège d'une perception. Il y avait deux moulins, dont l'un était la propriété d'une coopérative.
Entre 1895 et 1939, la commune était aussi desservie par une gare des Chemins de fer économiques des Charentes, petite ligne ferroviaire d'intérêt local à voie métrique de Barbezieux à Archiac et Pons.

## Administration

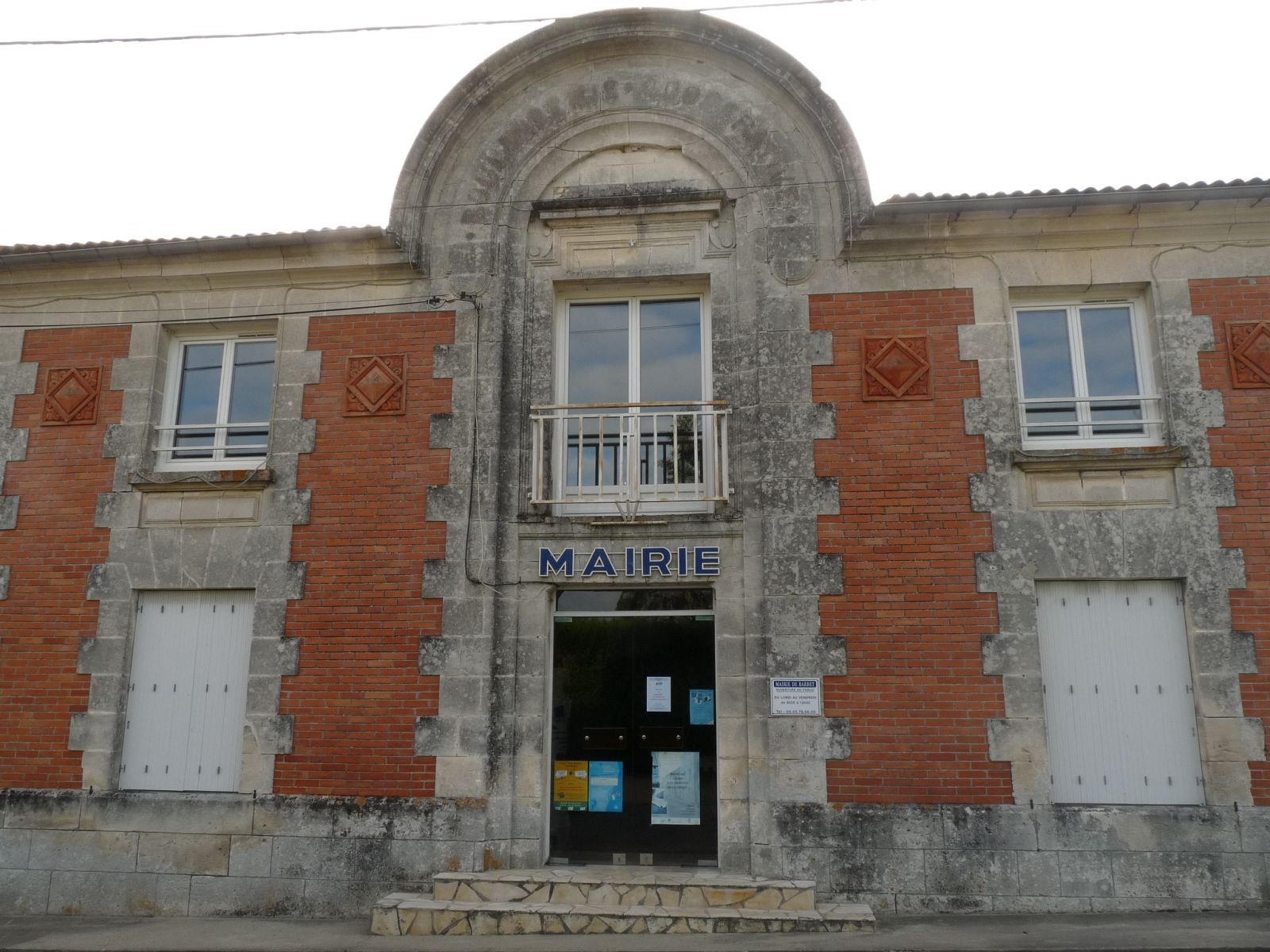
La mairie de Barret

| Période                                  | Période  | Identité             | Étiquette | Qualité    |
| ---------------------------------------- | -------- | -------------------- | --------- | ---------- |
| depuis 2001                              | En cours | Dominique Chatellier | SE        | Commercial |
| Les données manquantes sont à compléter. |          |                      |           |            |

## Démographie

### Évolution démographique
L'évolution du nombre d'habitants est connue à travers les recensements de la population effectués dans la commune depuis 1793. Pour les communes de moins de 10 000 habitants, une enquête de recensement portant sur toute la population est réalisée tous les cinq ans, les populations de référence des années intermédiaires étant quant à elles estimées par interpolation ou extrapolation. Pour la commune, le premier recensement exhaustif entrant dans le cadre du nouveau dispositif a été réalisé en 2004.

En 2022, la commune comptait 1 092 habitants, en évolution de +6,74 % par rapport à 2016 (Charente : −0,48 %, France hors Mayotte : +2,11 %).
| 1793  | 1800  | 1806  | 1821  | 1831  | 1841  | 1846  | 1851  | 1856  |
| ----- | ----- | ----- | ----- | ----- | ----- | ----- | ----- | ----- |
| 1 182 | 1 031 | 1 168 | 1 242 | 1 286 | 1 247 | 1 343 | 1 337 | 1 302 |

| 1861  | 1866  | 1872  | 1876  | 1881  | 1886 | 1891 | 1896 | 1901 |
| ----- | ----- | ----- | ----- | ----- | ---- | ---- | ---- | ---- |
| 1 261 | 1 257 | 1 198 | 1 142 | 1 066 | 970  | 933  | 920  | 914  |

| 1906 | 1911 | 1921 | 1926 | 1931 | 1936 | 1946 | 1954 | 1962 |
| ---- | ---- | ---- | ---- | ---- | ---- | ---- | ---- | ---- |
| 935  | 923  | 834  | 856  | 848  | 797  | 731  | 732  | 747  |

| 1968 | 1975 | 1982 | 1990 | 1999 | 2004 | 2006 | 2009 | 2014  |
| ---- | ---- | ---- | ---- | ---- | ---- | ---- | ---- | ----- |
| 750  | 810  | 862  | 951  | 866  | 865  | 896  | 899  | 1 003 |

| 2019  | 2022  | - | - | - | - | - | - | - |
| ----- | ----- | - | - | - | - | - | - | - |
| 1 052 | 1 092 | - | - | - | - | - | - | - |

### Pyramide des âges
La population de la commune est relativement âgée.
En 2018, le taux de personnes d'un âge inférieur à 30 ans s'élève à 29,7 %, soit en dessous de la moyenne départementale (30,2 %). À l'inverse, le taux de personnes d'âge supérieur à 60 ans est de 33,3 % la même année, alors qu'il est de 32,3 % au niveau départemental.
En 2018, la commune comptait 533 hommes pour 507 femmes, soit un taux de 51,25 % d'hommes, largement supérieur au taux départemental (48,41 %).
Les pyramides des âges de la commune et du département s'établissent comme suit.
| Hommes | Classe d’âge | Femmes |
| ------ | ------------ | ------ |
| 1,3    | 90 ou +      | 1,4    |
| 6,9    | 75-89 ans    | 7,8    |
| 23,9   | 60-74 ans    | 25,5   |
| 20,6   | 45-59 ans    | 19,7   |
| 15,8   | 30-44 ans    | 17,9   |
| 13,2   | 15-29 ans    | 10,5   |
| 18,4   | 0-14 ans     | 17,2   |

| Hommes | Classe d’âge | Femmes |
| ------ | ------------ | ------ |
| 1      | 90 ou +      | 2,7    |
| 9,2    | 75-89 ans    | 12     |
| 20,6   | 60-74 ans    | 21,3   |
| 20,7   | 45-59 ans    | 20,3   |
| 16,8   | 30-44 ans    | 16     |
| 15,6   | 15-29 ans    | 13,4   |
| 16,1   | 0-14 ans     | 14,3   |

## Économie

### Agriculture
La viticulture est une activité importante de Barret, qui est située en Petite Champagne, dans la zone d'appellation d'origine contrôlée du cognac.
Certains producteurs vendent cognac, pineau des Charentes et vin de pays à la propriété.

## Équipements, services et vie locale

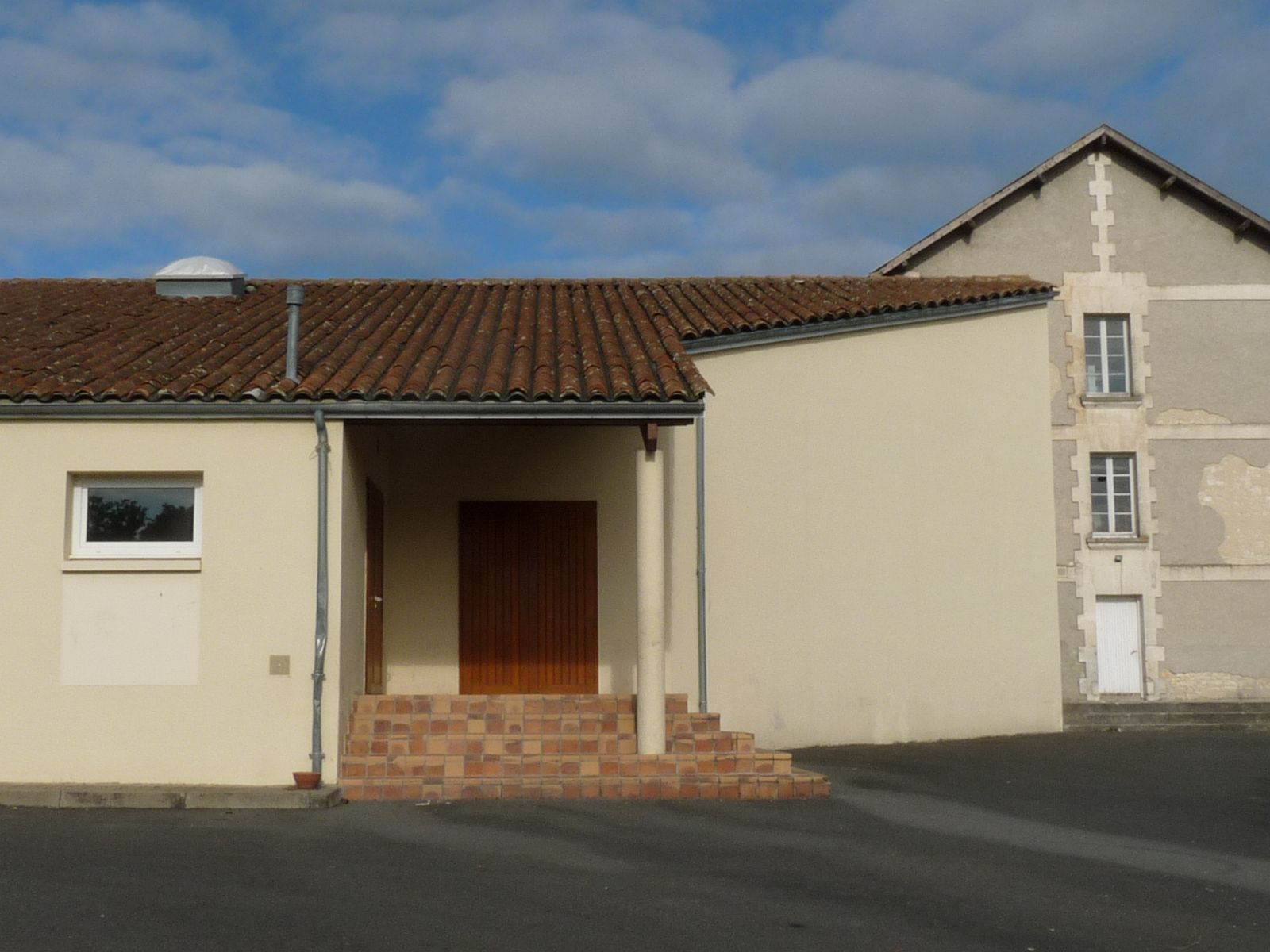
La salle des fêtes

### Enseignement
L'école est un regroupement pédagogique intercommunal entre Barret et Lachaise. Barret accueille l'école primaire, chez les Goys, et Lachaise l'école élémentaire.

## Lieux et monuments

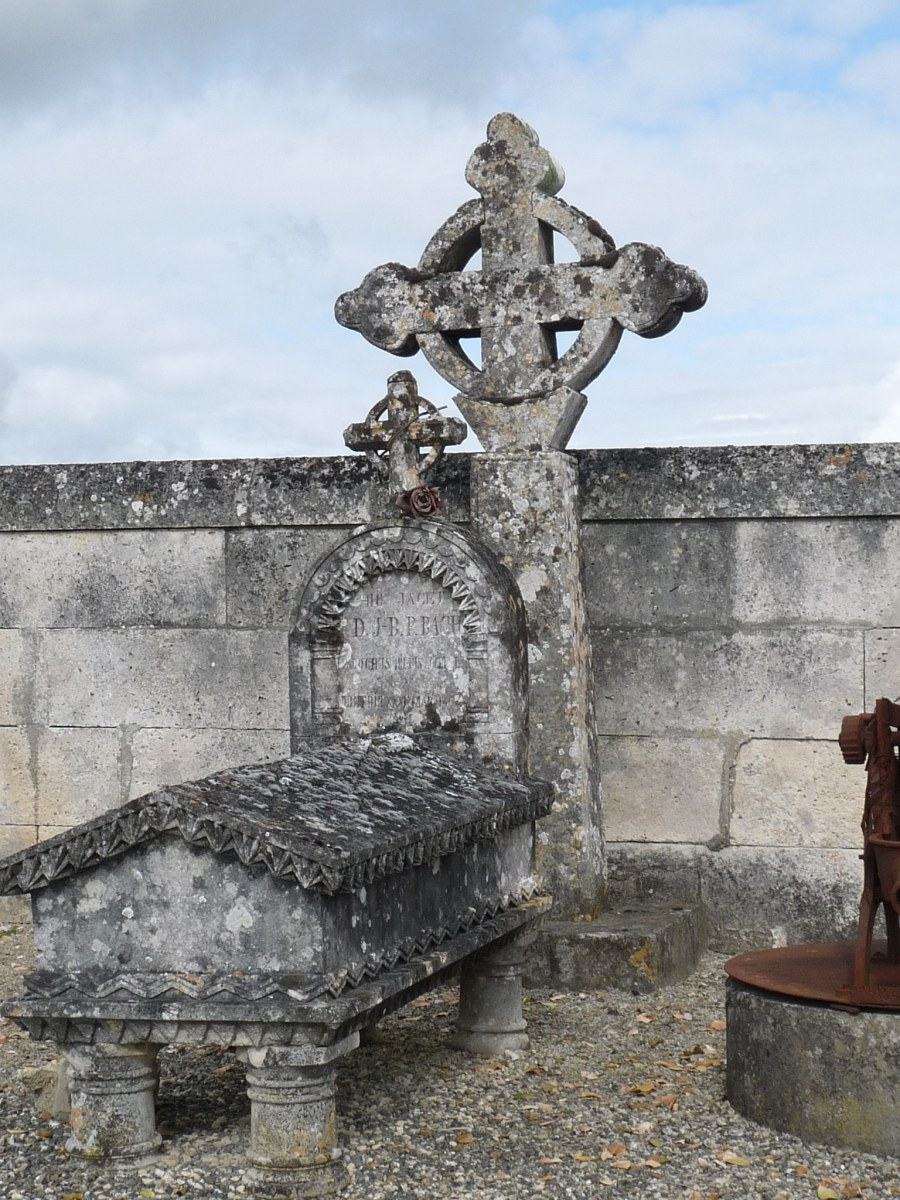
Croix du cimetière

- L'église paroissiale Saint-Pardoux date du XIIe siècle et a été remaniée. Elle a été un ancien prieuré bénédictin dépendant de l'abbaye de Baignes. Elle est classée monument historique depuis 1954[36],[37].

- La croix située au fond du cimetière daterait du XIe siècle mais a été restaurée par Paul Abadie au XIXe siècle. Elle est aussi classée monument historique depuis 1990[38].

## Personnalités liées à la commune
- Jean-Joseph Jouneau (1756-1837), homme politique français né à Barret.